# Dialogruta

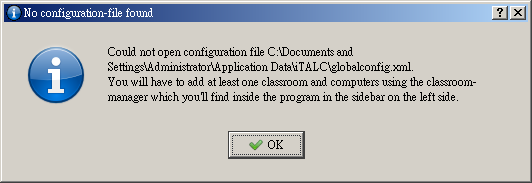
En dialogruta på engelska.

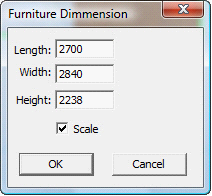
En dialogruta på engelska där mottagaren kan ange värden.

En dialogruta, engelska dialog box, är ett litet fönster i ett grafiskt användargränssnitt innehållande frågor, inställningar eller information som användaren måste besvara, bekräfta eller aktivt avbryta/stänga. En dialogruta kan exempelvis innehålla ett felmeddelande.
Det finns fyra huvudtyper av dialoger: 
- Input låter användaren ange ett värde.
- Confirm visar ett meddelandee eller en fråga och knappar med texten "OK", "ja", "nej" eller "avbryt".
- Message, visar ett meddelande och en "OK"-knapp.
- Option låter användaren göra ett val bland olika alternativ.

En dialogruta består av fyra delelement: 
- Ikon
- Meddelande (normalt textrader).
- Inmatningskomponent, normalt ett textfält, en lista eller en combo box.
- Knappar